# Mbuyuni (Masasi)
Mbuyuni ist ein Verwaltungsbezirk (englisch Ward) des Distrikts Masasi in der tansanischen Region Mtwara.

## Geografie
Mbuyuni liegt im Südosten von Tansania etwa 35 Kilometer südöstlich der Distrikthauptstadt Masasi. Der Bezirk grenzt im Norden an Mijelejele, im Nordosten an Mkululu, im Osten an Namalenga, im Südosten an Sindano und im Westen an Lupaso und Chiungutwa. Bei der Volkszählung 2022 lebten 10.004 Menschen in 3038 Haushalten auf einer Fläche von 152 Quadratkilometern.

## Gliederung
Der Bezirk besteht aus sieben Gemeinden (Mtaa) mit 29 Orten (Kitongoji):
| Majembendago - Tukaewote - Mafuriko - Miembeni | Mbuyuni - Kisiwani - Mdenganamadi - Zimbambwe - Luchelewa - Usalama - Majimaji | Ndibwa - Keko - Amani - Migombani | Mpulima - Kilimahewa - Tupambane - Songea | Miungo - Gulioni - Miembeni - Mchangani - Chipindimbi | Mitonji - Msikitini - Mnonjini - Mnazi Mmoja - Majengo - Migombani | Matogoro - Chityatya - Mnali - Ziwani B - Manyamba - Majengo |

## Infrastruktur
- Bildung: Die Mbuyuni Secondary School ist eine staatliche weiterführende Tagesschule mit einer Ausbildung bis zur 4. Stufe.[8]
- Gesundheit: In der Gemeinde Mbuyuni liegt eine staatliche Apotheke.[9]
- Verkehr: Durch den Bezirk verläuft die teilweise asphaltierte Regionalstraße von Masasi nach Newala.[10]